# 吳士奇
吳士奇（1566年—1639年），字無奇，號廷洲，又號恒初，直隸徽州府歙縣人，明朝政治人物。

## 生平
萬曆十九年（1591年）辛卯科應天鄉試舉人。萬曆二十年（1592年），聯登壬辰科第三甲第一百三十三名進士。都察院觀政，十二月授宁化县知县，二十一年調任浙江归安县，二十六年升南京户部貴州司主事，二十七年應天管倉，二十九年升员外郎，升江西司郎中，三十一年出为吉安府知府，三十五年六月升四川提学副使，三十七年致仕。三十九年起補山西提学副使，四十一年丁憂。四十五年復除浙江宁绍道副使，四十六年四月加右参政，照旧管事。泰昌元年（1620年）十一月升湖广按察使，天啓元年（1621年）二月升本省右布政使，三年二月升陕西左布政使，九月升太常寺卿管少卿事，五年三月致仕。著有《绿滋馆稿》九卷，及《史裁》、《明副书》等。

## 家族
曾祖吳自寬；祖父吳良鐸；父吳一蓮。